# Каня (Куявсько-Поморське воєводство)
Каня (пол. Kania, нім. Habichtswalde) — село в Польщі, у гміні Барцин Жнінського повіту Куявсько-Поморського воєводства.
Населення — 479 осіб (2011).
У 1975-1998 роках село належало до Бидгощського воєводства.

## Демографія
Демографічна структура станом на 31 березня 2011 року:
|          | Загалом | Допрацездатний вік | Працездатний вік | Постпрацездатний вік |
| -------- | ------- | ------------------ | ---------------- | -------------------- |
| Чоловіки | 249     | 58                 | 167              | 24                   |
| Жінки    | 230     | 47                 | 139              | 44                   |
| Разом    | 479     | 105                | 306              | 68                   |